# Liste der Biografien/Ax
Liste der Biografien |
Portal Biografien |
Personensuche
# |
A |
B |
C |
D |
E |
F |
G |
H |
I |
J |
K |
L |
M |
N |
O |
P |
Q |
R |
S |
T |
U |
V |
W |
X |
Y |
Z |
?
 
Aa |
Ab |
Ac |
Ad |
Ae |
Af |
Ag |
Ah |
Ai |
Aj |
Ak |
Al |
Am |
An |
Ao |
Ap |
Aq |
Ar |
As |
At |
Au |
Av |
Aw |
Ax |
Ay |
Az
Die Liste der Biografien führt alle Personen auf, die in der deutschsprachigen Wikipedia einen Artikel haben. Dieses ist eine Teilliste mit 154 Einträgen von Personen, deren Namen mit den Buchstaben „Ax“ beginnt.

## Ax
- Ax Swartz, Fabian (* 2004), schwedischer Skirennläufer
- Ax, Christine (* 1953), deutsche Philosophin, Ökonomin und Autorin
- Ax, Emanuel (* 1949), amerikanischer PianistEmanuel Ax (* 1949)

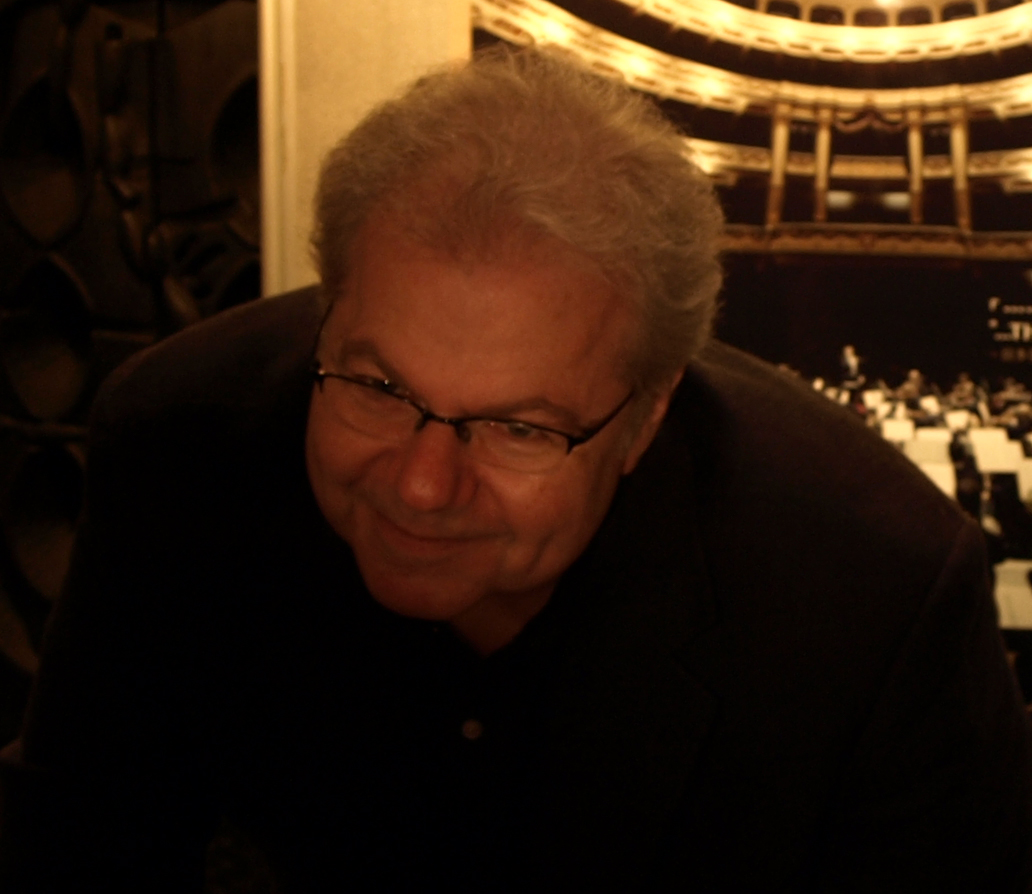
Emanuel Ax (* 1949)

- Ax, Göran (1943–2018), schwedischer Segelflugweltmeister und Pilot
- Ax, James (1937–2006), US-amerikanischer Mathematiker
- Ax, Peter (1927–2013), deutscher Zoologe
- Ax, Simon (* 1983), schwedischer Snowboarder
- Ax, Wilhelm (1890–1954), deutscher Klassischer Philologe und Gymnasiallehrer
- Ax, Wolfram (1944–2020), deutscher Altphilologe

### Axa
- Axa, Zo d’ (1864–1930), französischer Autor und Anarchist
- Axamethy, Rosa (* 1857), österreichische Schriftstellerin
- Axayacatl († 1482), Herrscher über die aztekische Stadt Tenochtitlán (1469 bis 1481)

### Axb
- Axberg, Eddie (* 1947), schwedischer Schauspieler und Toningenieur
- Axbom, Sven (1926–2006), schwedischer Fußballspieler

### Axe
- Axel Axelsson (* 1951), isländischer Handballspieler und -trainer
- Axel Dongen, Amourricho van (* 2004), niederländisch-französischer Fußballspieler
- Axel von Dänemark (1888–1964), Prinz von Dänemark
- Axel, Curtis (* 1979), US-amerikanischer WrestlerCurtis Axel (* 1979)

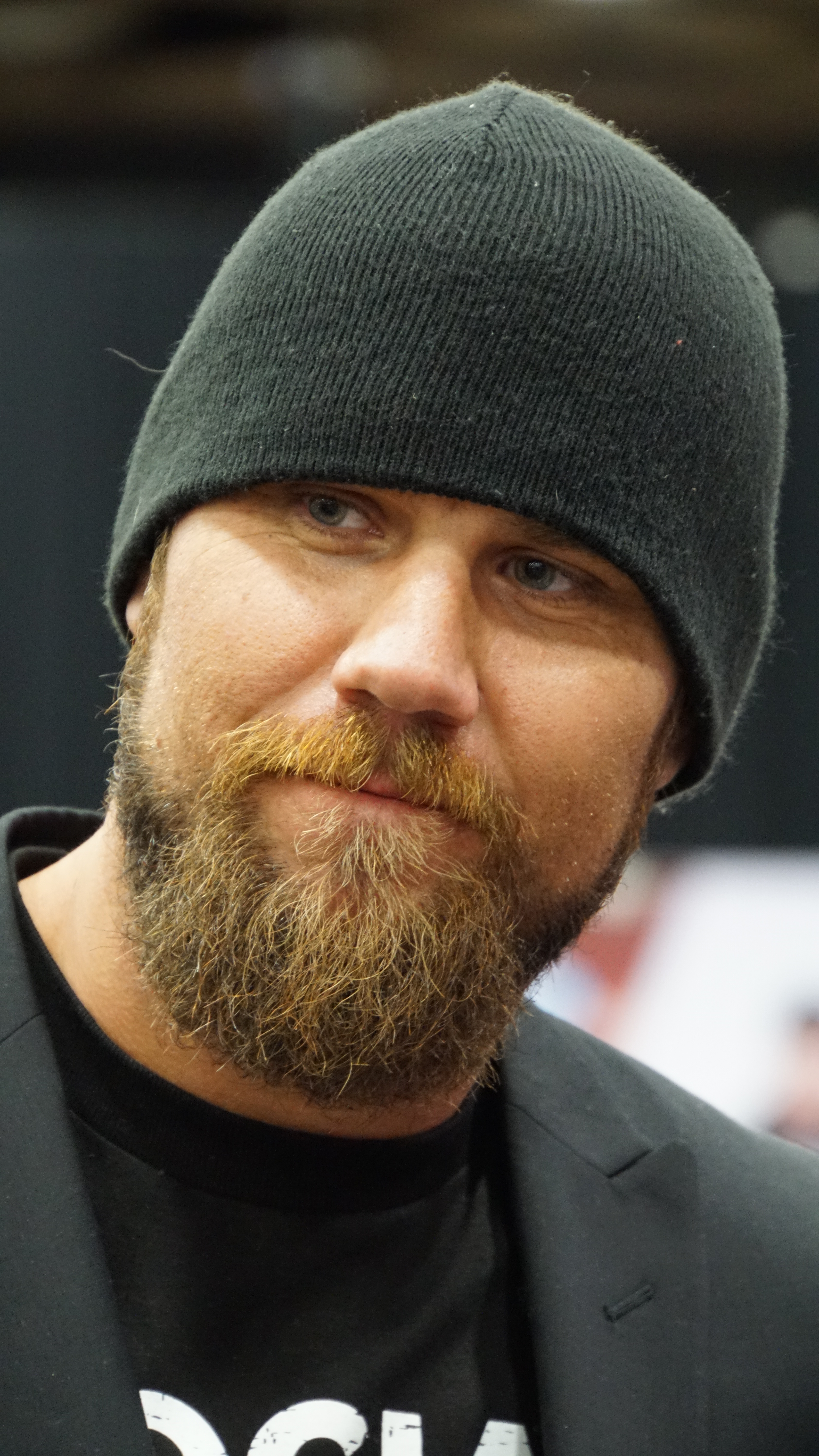
Curtis Axel (* 1979)

- Axel, Gabriel (1918–2014), dänischer Filmregisseur, Drehbuchautor und Filmschauspieler
- Axel, Richard (* 1946), US-amerikanischer Mediziner, Nobelpreisträger für Medizin 2004
- Axel-Nilsson, Göran (1907–1999), schwedischer Kunsthistoriker
- Axel-Tober, Katrin (* 1976), deutsche Linguistin
- Axelbank, Herman (1900–1979), amerikanischer Filmproduzent
- Axeldal, Jonas (* 1970), schwedischer Fußballspieler
- Axelos, Christos (1928–2013), griechischer Philosoph
- Axelos, Kostas (1924–2010), griechischer Philosoph
- Axelrad, Édouard (1918–2006), französischer Schriftsteller
- Axelrod, Albert (1921–2004), US-amerikanischer Fechter
- Axelrod, Daniel (1910–1998), US-amerikanischer Botaniker und Paläoökologe
- Axelrod, David (1931–2017), US-amerikanischer Komponist, Arrangeur und Produzent
- Axelrod, David (* 1955), US-amerikanischer Wahlkampfberater
- Axelrod, George (1922–2003), US-amerikanischer Drehbuchautor, Filmproduzent und Filmregisseur
- Axelrod, Gleb (1923–2003), russisch-sowjetischer klassischer Pianist und Musikpädagoge
- Axelrod, Herbert R. (1927–2017), US-amerikanischer Fachautor für Zierfischkunde, Verleger und Philanthrop
- Axelrod, Ida Issaakowna († 1918), russische Revolutionärin und Literaturkritikerin
- Axelrod, Jack (1930–2023), US-amerikanischer Schauspieler
- Axelrod, Julius (1912–2004), US-amerikanischer Pharmakologe, Neurochemiker und Nobelpreisträger
- Axelrod, Ljubow Issaakowna (1868–1946), russische Revolutionärin und Philosophin
- Axelrod, Pawel Borissowitsch (1850–1928), russischer Sozialist
- Axelrod, Robert (* 1943), US-amerikanischer Politikwissenschaftler
- Axelrod, Wladislaw Glebowitsch (* 1972), russischer Schachspieler und -trainer
- Axelsen, Diana (* 1966), dänische Schauspielerin
- Axelsen, Jeanne (* 1968), dänische Fußballspielerin
- Axelsen, Viktor (* 1994), dänischer BadmintonspielerViktor Axelsen (* 1994)

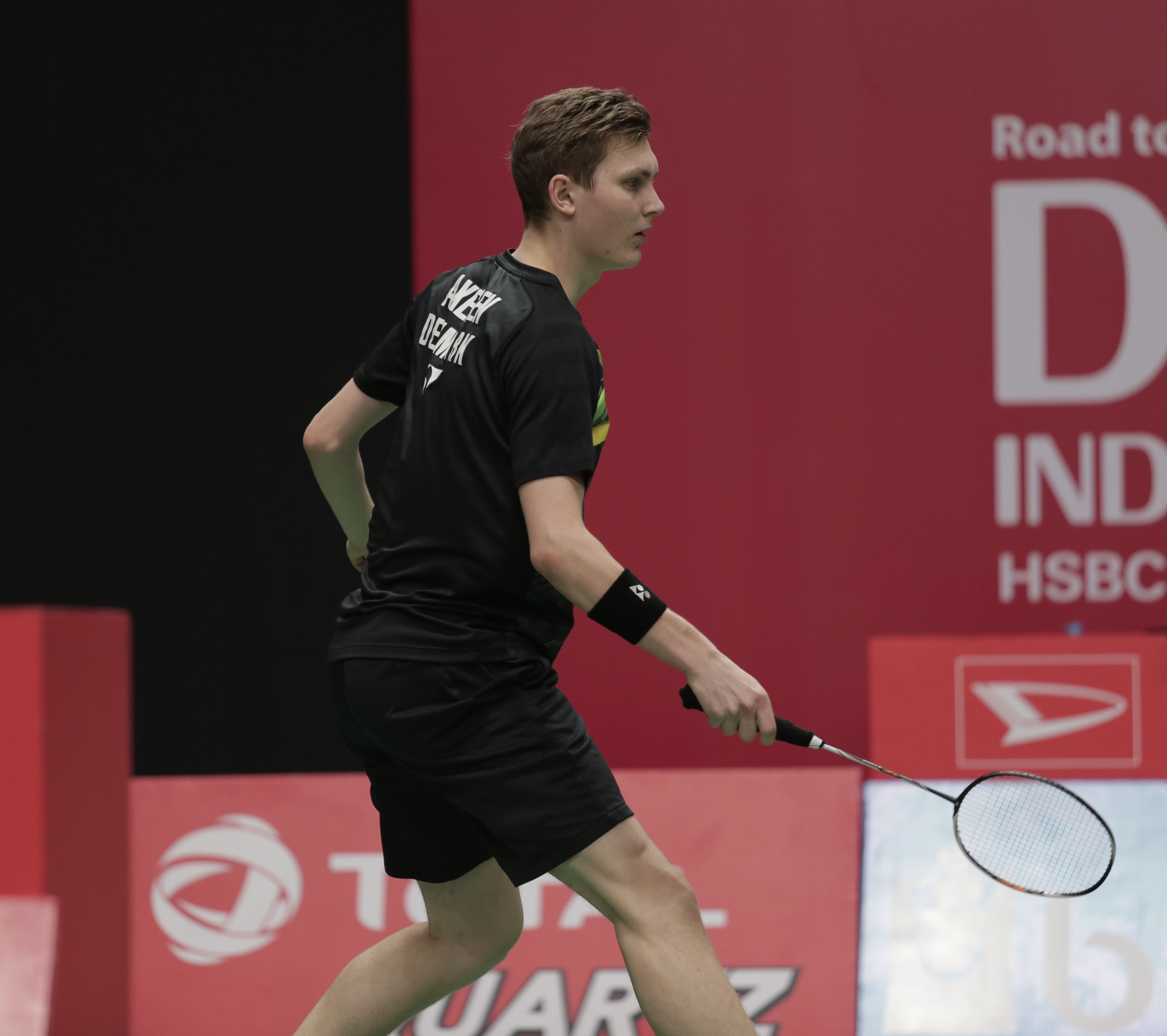
Viktor Axelsen (* 1994)

- Axelson, Axel (1854–1892), schwedischer Landschafts-, Architektur- und Interieurmaler
- Axelson, Sten-Åke (1906–1988), schwedischer Dirigent
- Axelsson, Åke (* 1932), schwedischer Innenarchitekt
- Axelsson, Dick (* 1987), schwedischer EishockeystürmerDick Axelsson (* 1987)

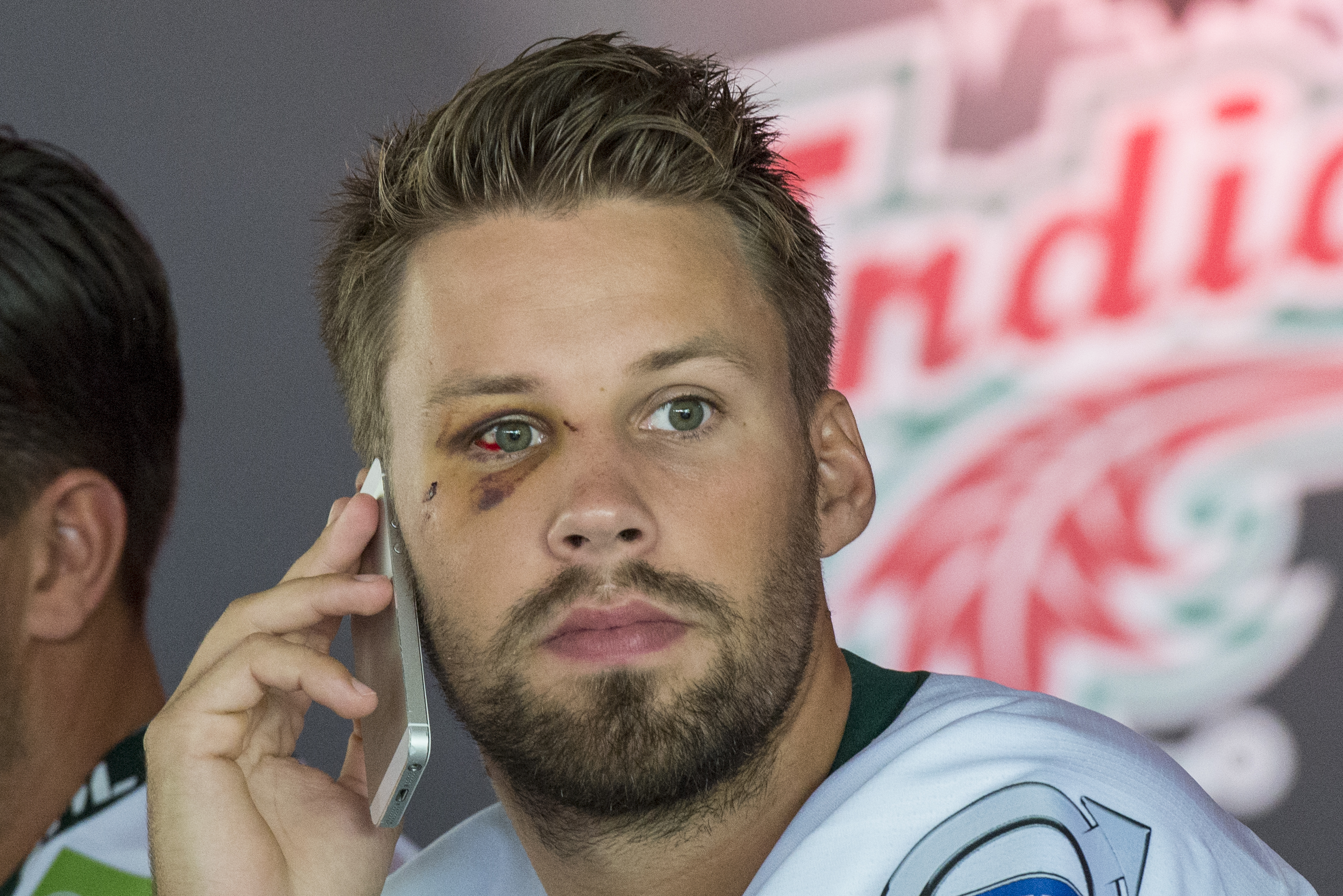
Dick Axelsson (* 1987)

- Axelsson, Kurt (1941–1984), schwedischer Fußballspieler
- Axelsson, Lena (* 1962), schwedische Badmintonspielerin
- Axelsson, Lennart (* 1941), schwedischer Jazztrompeter
- Axelsson, Linnea (* 1980), samisch-schwedische Kunstwissenschaftlerin, Romanautorin und Dichterin
- Axelsson, Majgull (* 1947), schwedische Schriftstellerin und Journalistin
- Axelsson, Niklas (* 1972), schwedischer Radrennfahrer
- Axelsson, Nils (1906–1989), schwedischer Fußballspieler
- Axelsson, Per Johan (* 1975), schwedischer Eishockeyspieler und -scout
- Axelsson, Peter (* 1967), schwedischer Badmintonspieler
- Axelsson, Sven-Olov (* 1941), schwedischer Biathlet
- Axelsson, Ture (1921–2012), finnischer Kanute
- Axeman of New Orleans, Täter einer Mordserie in New Orleans
- Axén, Alexander (* 1970), schwedischer Fußballspieler und -trainer
- Axen, Bent (1925–2010), dänischer Jazzmusiker und Komponist
- Axén, Gunilla (* 1966), schwedische Fußballspielerin
- Axen, Hermann (1916–1992), deutscher Politiker (SED), MdV, Mitglied des Politbüros des ZK der SEDHermann Axen (1916–1992)

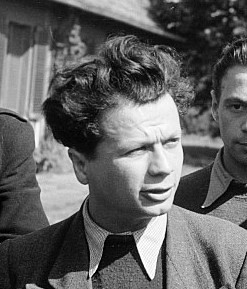
Hermann Axen (1916–1992)

- Axen, Julia (1937–2022), deutsche Schlager- und Chansonsängerin
- Axen, Otto von (1757–1831), deutscher Unternehmer, Mitglied im Kollegium der Oberalten, Freimaurer
- Axen, Peter (1635–1707), schleswig-holsteinischer Jurist, Philologe, Humanist und Diplomat
- Axen, Rolf (1912–1933), deutscher KPD-Funktionär und Opfer des Nationalsozialismus
- Axén, Ulf (1932–2015), schwedischer Filmarchitekt
- Axenfeld, Alexandre (1825–1876), russisch-französischer Arzt
- Axenfeld, Henri (1824–1892), russisch-französischer Maler
- Axenfeld, Julius (1834–1896), deutscher evangelischer Theologe
- Axenfeld, Theodor (1867–1930), deutscher Ophthalmologe
- Axenfeld, Theodor (* 1905), deutscher Diplomat
- Axente, Mircea (* 1987), rumänischer Fußballspieler
- Axentowicz, Teodor (1859–1938), polnischer Maler, Zeichner und Grafiker
- Axer, Erwin (1917–2012), polnischer Theaterregisseur
- Axer, Jerzy (* 1946), polnischer Literaturhistoriker und Altphilologe
- Axer, Johann Theodor (1700–1764), Bildhauer des Barock
- Axer, Otto (1906–1983), polnischer Bühnenbildner und Hochschullehrer
- Axer, Peter (* 1965), deutscher Rechtswissenschaftler

### Axf
- Axford, Ian (1933–2010), neuseeländischer Astrophysiker
- Axford, Kate (* 1999), britische Langstreckenläuferin

### Axh
- Axhausen, Georg (1877–1960), deutscher Kieferchirurg
- Axhausen, Kay (* 1958), deutsch-schweizerischer Verkehrswissenschaftler und Hochschullehrer

### Axi
- Axidares, Prinz des Partherreichs, König von Armenien
- Axilette, Alexis (1860–1931), französischer Porträtmaler
- Axinger, Josef (1871–1944), deutscher Widerstandskämpfer und Opfer der NS-Justiz
- Axiom (* 1996), spanischer Wrestler
- Axionov, Băno (* 1946), moldauischer Schauspieler, Theaterregisseur und Theaterpädagoge
- Axiothea von Phleius, antike griechische Philosophin
- Axioti, Melpo (1905–1973), griechische Schriftstellerin

### Axl
- Axlar-Björn († 1596), isländischer Serienmörder
- Axler, Sheldon (* 1949), US-amerikanischer Mathematiker
- Axline, Virginia Mae (1911–1988), US-amerikanische Psychologin, Psychotherapeutin und Autorin

### Axm
- Axmacher, Dirk (1944–1992), deutscher Politikwissenschaftler und Hochschullehrer
- Axmacher, Karl (1874–1952), deutscher Maler
- Axman, Emil (1887–1949), tschechischer Musikwissenschaftler und Komponist
- Axmann, Artur (1913–1996), deutscher Politiker (NSDAP), MdR, Funktionär und ReichsjugendführerArtur Axmann (1913–1996)

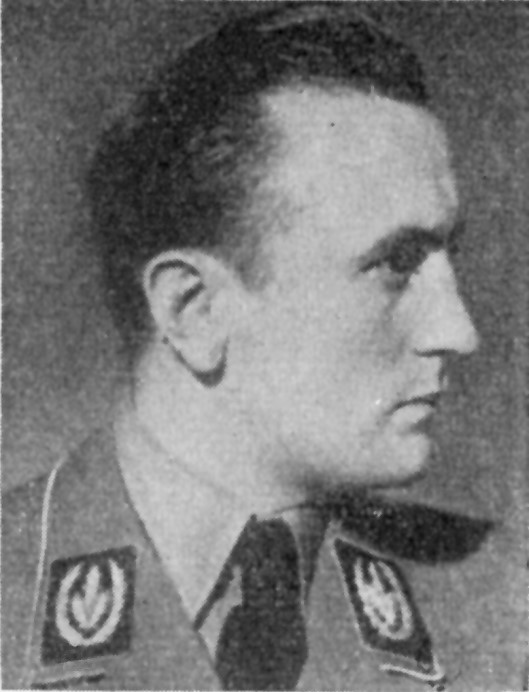
Artur Axmann (1913–1996)

- Axmann, David (1947–2015), österreichischer Publizist und Literaturkritiker
- Axmann, Dominik (* 1999), deutscher Handballspieler
- Axmann, Elisabeth (1926–2015), rumäniendeutsche Schriftstellerin
- Axmann, Ferdinand (1838–1910), österreichischer Historienmaler
- Axmann, Friedrich (1843–1876), deutscher Schriftsteller
- Axmann, Heike (* 1968), deutsche Handballspielerin und -trainerin
- Axmann, Josef (1793–1873), österreichischer Kupferstecher
- Axmann, Julius (1858–1929), österreichischer Politiker (CSP), Landtagsabgeordneter
- Axmann, Natalie (* 1997), deutsche Handballspielerin
- Axmann, Rudolf (1894–1945), tschechoslowakischer Politiker
- Axmark, David (* 1962), finnischer Informatiker, Entwickler von MySQL und MariaDB

### Axn
- Axne, Cindy (* 1965), US-amerikanische Politikerin
- Axnér, Tomas (* 1969), schwedischer Handballspieler und -trainer
- Axnér, Tyra (* 2002), schwedische Handballspielerin
- Axnick, Oliver (* 1970), deutscher Curler

### Axo
- Axö, Inger (1939–1986), schwedische Schauspielerin
- Axon, Rachael (* 1985), englische Fußballspielerin
- Axourgos, Dimitrios (* 1983), deutscher Politiker (SPD), Bürgermeister von SchwerteDimitrios Axourgos (* 1983)

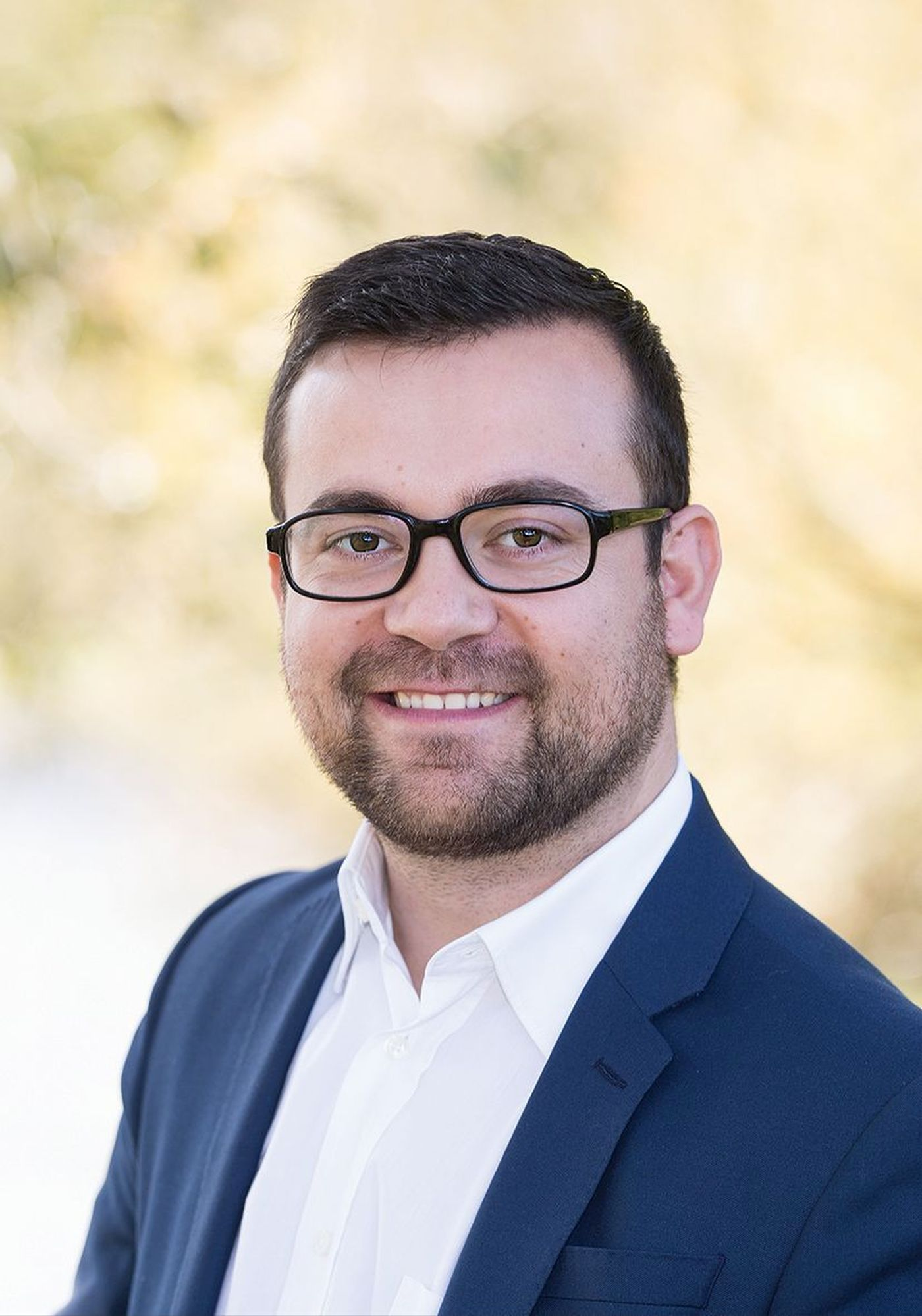
Dimitrios Axourgos (* 1983)

### Axs
- Axster, Herbert (1899–1991), deutscher Jurist
- Axster, Lilly (* 1963), deutsche Theaterregisseurin und Theaterautorin
- Axster-Heudtlaß, Maria von (1884–1966), deutsche Grafikerin
- Axster-Heudtlaß, Werner von (1898–1949), deutscher Grafiker

### Axt
- Axt, August Ferdinand (1796–1855), deutscher evangelischer Pfarrer und Politiker
- Axt, Basilius (1486–1558), deutscher Mediziner
- Axt, Daniel (* 1991), deutscher Schauspieler und SynchronsprecherDaniel Axt (* 1991)

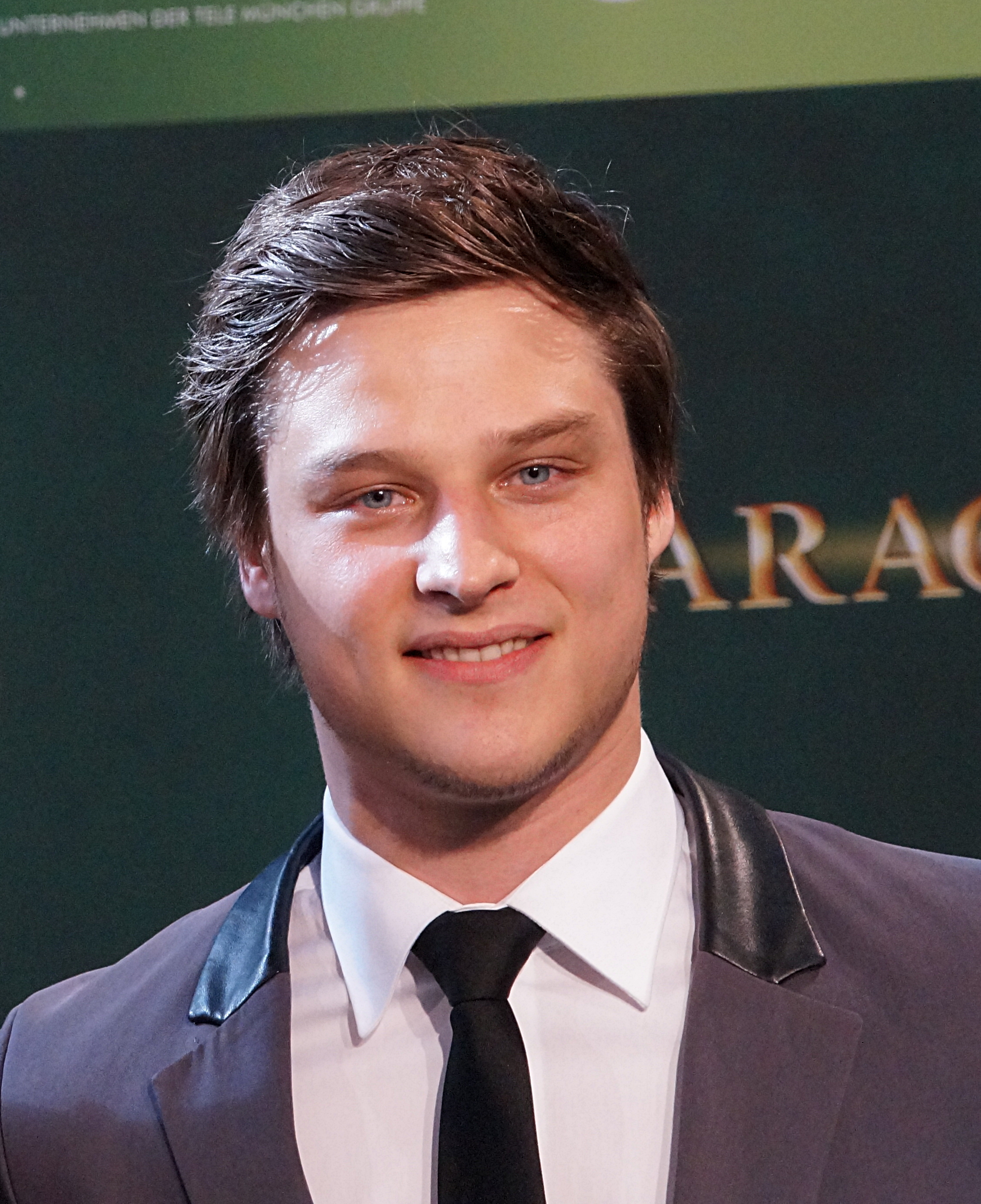
Daniel Axt (* 1991)

- Axt, Friedrich (1870–1947), Landtagsabgeordneter Volksstaat Hessen
- Axt, Helga (* 1937), deutsche Schachspielerin
- Axt, Maria (1925–1987), deutsche Synchronsprecherin, Schauspielerin und Kinderbuchautorin
- Axt, Moritz Karl August (1801–1862), deutscher Altphilologe und Gymnasiallehrer
- Axt, Renate (1934–2016), deutsche Autorin
- Axt, William (1888–1959), US-amerikanischer Komponist
- Axt-Gadermann, Michaela (* 1967), deutsche Ärztin
- Axt-Piscalar, Christine (* 1959), deutsche Theologin
- Axtell, Charles (1859–1932), US-amerikanischer Sportschütze
- Axtell, Samuel Beach (1819–1891), US-amerikanischer Politiker
- Axter, Franz (1772–1808), deutscher Mediziner und Schriftsteller
- Axthelm, Hans-Henning (* 1941), deutscher Arbeitsmediziner und Politiker (CDU), MdV, MdL
- Axthelm, Walther von (1893–1972), deutscher General der Flakartillerie im Zweiten Weltkrieg
- Axtmann, Alina (* 2005), deutsche Fußballspielerin
- Axtmann, Dominik (* 1979), deutscher Kirchenmusiker und Redakteur
- Axtmann, Siegfried (* 1959), deutscher Unternehmer
- Axton, Estelle (1918–2004), US-amerikanische Unternehmerin, Gründerin von Stax Records
- Axton, Hoyt (1938–1999), US-amerikanischer Country-Sänger, Songwriter und Schauspieler
- Axton, Mae Boren (1914–1997), US-amerikanische Reporterin, Lehrerin, Radiomoderatorin, PR-Agentin und Songwriterin
- Axtucus, antiker römischer Toreut

### Axu
- Axundov, Mirzə Fətəli (1812–1878), aserbaidschanischer Philosoph und Schriftsteller
- Axundov, Səfa (1958–1992), aserbaidschanischer Pilot, Nationalheld Aserbaidschans
- Axundov, Süleyman Sani (1875–1939), aserbaidschanischer Dramatiker, Journalist, Schriftsteller, Kinderbuchautor und Pädagoge
- Axundov, Vəli (1916–1986), aserbaidschanischer Politiker
- Axundova, Şəfiqə (1924–2013), aserbaidschanische Komponistin
- Axundova, Yeganə (* 1960), aserbaidschanische Pianistin, Komponistin und Hochschullehrerin
- Axundzadə, Şükriyyə (1902–1993), Frau

### Axw
- Axwell (* 1977), schwedischer Musiker und House-DJAxwell (* 1977)

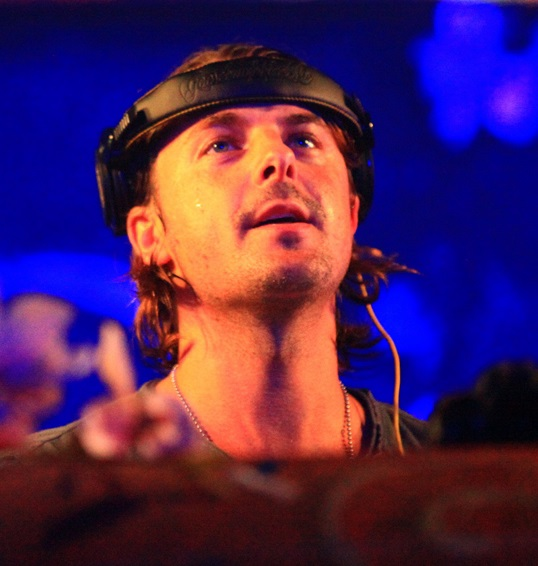
Axwell (* 1977)

- Axworthy, Lloyd (* 1939), kanadischer Politikwissenschaftler, Hochschullehrer und Politiker
- Axworthy, Michael (1962–2019), britischer Wissenschaftler und Schriftsteller